# Phyllanthus villosus
Phyllanthus villosus är en emblikaväxtart som beskrevs av Jean Louis Marie Poiret. Phyllanthus villosus ingår i släktet Phyllanthus och familjen emblikaväxter. Inga underarter finns listade i Catalogue of Life.